# Wackersleben
Wackersleben là một đô thị ở Börde huyện thuộc bang Sachsen-Anhalt, nước Đức. Đô thị Wackersleben có diện tích 15,85 km², dân số thời điểm ngày 31 tháng 12 năm 2006 là 723 người.